# Spin-off
A spin-off (vagy spinoff) jelentése: ’mellékhajtás, oldalhajtás’. Angolul számos területen használt kifejezés; magyarul leginkább akkor használják, amikor egy nagyobb intézménynek vagy egy alkotó/alkotók által kiötlött fiktív univerzumnak mellékhajtása, oldalhajtása jön létre, és ez valamennyire illeszkedik az anyaintézményhez vagy az anyauniverzumhoz. Az Egyesült Államokban mellékjövedelmet is jelenthet.

## Média spin-off
A spin-off kifejezést Magyarországon leginkább filmsorozatok, regénysorozatok, képregények, videojátékok (mint fiktív univerzumok) világában használják. Ez a média spin-off. A fiktív univerzumokat előállító médiavállalkozások leginkább üzleti célokat keresnek a spin-offban: egy jól jövedelmező termékről nyúzhatnak le újabb bőrt azzal, ha az eredetihez hasonló, de mégsem olyan terméket állítanak elő. Ezzel nyernek az anyatermék fogyasztói bázisából is, de a másság hangsúlyozásával újabb, az anyatermékre kevésbé kíváncsi réteget is megcélozhatnak.

## Példák a Spin-off jelenségére

### Sorozatok
- Egy szereplő új sorozatot kap, ha az eredeti széria véget ért
  - Jóbarátok – Joey (Joey Tribbianit emelik ki);
  - Cheers – Frasier (Dr. Frasier Crane-t emelik ki).
  - Jimmy Neutron kalandjai - Sheen bolygója (Sheen Estevezet emeli ki)
  - Breaking Bad – Totál szívás - Better Call Saul (Saul Goodmant emeli ki)
  - Munkaügyek – Tóth János (Tóth Jánost emelik ki)
  - Veszélyes Henry – Veszélyes Osztag (Hőskapitány és Schwoz)
  - Hacktion – Hacktion: Újratöltve (Mátéffy Grétát, Wotant és Kress Mayát emelik ki)
- Egy szereplő új sorozatot kap, miközben az eredeti széria is fut
  - A Mandalóri – Boba Fett könyve, Ahsoka (Boba Fettet és Ahsoka Tanót emelik ki).
  - A Grace klinika – Doktor Addison (Dr Addison Montgomery-t emelik ki).
  - Family Guy - A Cleveland-show (Cleveland Brown-t emelik ki).
  - Dallas - Knots Landing (az utóbbi sorozat középpontjában a harmadik Ewing-fiú, Gary áll)
  - Buffy, a vámpírok réme – Angel (Angel, a lélekkel rendelkező vámpír)
  - Vámpírnaplók - The Originals (az ősi vámpírokat, Klaust és testvéreit emelik ki)
  - X-men képregénysorozatok – Wolverine (Rozsomák cím alatt fut az X-Menből kiemelt szereplő, saját történetekkel. Wolverine filmben megismert Deadpool is külön filmet kapott.)
  - Batman képregénysorozatok – Nightwing (Nightwing, a valamikori Robin új címet kap, és blüdhaveni kalandjait mutatja be),
  - Rex felügyelő – Stockinger (Stockinger két szérián keresztül volt látható a filmben, ezután elhagyja a sorozatot, mivel a történet szerint új helyre költözik. A szereplő azonban akkora népszerűségnek örvendett, hogy kapott egy saját sorozatot is, amiben övé a címszerep. Ennek forgatása párhuzamosan folyt az akkor még futó Rex felügyelővel, ám ezt már egy másik filmgyártó cég készítette, és mindössze csak 14 részes),
  - Herkules – Xena (Xenát emelik ki).
  - Az első csók – Hélène és a fiúk (Justine nővérét, Hélene-t emelik ki. Mindkét sorozathoz készült folytatás is, előbbihez a Második csók, utóbbihoz a Kalandos nyár. Emellett az Első csók maga is egy korábbi sorozat spin-offjának indult, így több sorozat is játszódott abban az univerzumban.)
  - Agymenők – Az ifjú Sheldon (Sheldon Cooper gyerekkorát ismerhetjük meg.)
    - Az ifjú Sheldon – Georgie és Mandy első házassága

  - A Lármás család – A Casagrande család (Ronnie Anne és a családjait emeli ki)
  - A felügyelő – Derrick (Harry Klein hat szérián keresztül volt látható, ezután elhagyja a sorozatot, mivel a történet szerint átmegy Derrick felügyelőhöz. Ennek a forgatása még két évig párhuzamosan folyt az akkor még futó Felügyelővel, majd 97 rész után a Felügyelő abba maradt, és a Derrick maradt meg, ami összesen 281 részt élt meg),
  - Tetthely – Schimanski visszatér (Horst Schimanski annyira népszerű lett, hogy önálló sorozatot kapott. Ennek forgatása párhuzamosan folyt a Tetthellyel. Összesen 17 rész készült belőle.)
- TV Franchise-ok  (Népszerű sorozatból testvérsorozatok nőnek ki, ezek általában egyszerre futnak.)
  - CBS sorozatok:
    - CSI-franchise (CSI: A helyszínelők, melyből crossoverrel nőtt ki a CSI: Miami helyszínelők. A CSI: Miami helyszínelőkből szintén crossoverrel nyitott a CSI: New York-i helyszínelők valamint CSI: Cyber helyszínelők és CSI: Las Vegas-i helyszínelők.)
    - NCIS franchise (NCIS, NCIS: Los Angeles, melyben egy másik városban nyomoznak új karakterek. Az NCIS: Los Angeles szereplői feltűntek már az NCIS -ben, NCIS: New Orleans, NCIS: Hawaii, NCIS: Sydney, NCIS: Origins, NCIS: Tony & Ziva)
    - FBI franchise (FBI – New York különleges ügynökei, FBI: Most Wanted, FBI: International)

  - NBC sorozatok:
    - Chicago franchise (Lángoló Chicago, Bűnös Chicago, Chicago Med, Chicago Justice)
    - Law&Order-franchise (Esküdt ellenségek)

  - 9-1-1 franchise (911 L.A., 911-Texas, 9-1-1: Nashville)
  - Cobra 11 - Cobra 12 – Az új csapat, melyben egy új csapat nyomoz az autópálya-rendőrségnél. Csak két évadot élt meg.
  - Stargate-franchise (Csillagkapu, Csillagkapu: Atlantisz, Stargate: Universe)
  - Star Trek-franchise (Az eredeti Star Trek leánysorozatai később kaptak szárnyra: Star Trek – Deep Space Nine; Star Trek – Az új generáció; Star Trek - Voyager; Star Trek – Enterprise, valamint a Star Trek mozifilmek sora.
  - Ki vagy, doki?: Torchwood (Később indult, a Ki vagy, doki?-val ellentétben felnőtteknek szól.) Sarah Jane kalandjai (Egy régebben népszerű szereplő tér vissza a sorozatban.)
  - Az újonc - Újoncok: FBI
  - Dragon Ball alapsorozat -> Dragon Ball Z, Dragon Ball GT, valamint több Dragon Ball nagyfilm.
  - American Horror Story - American Crime Story
  - Mása és a medve – Mása meséi (Mását emelik ki)
  - A Fear the Walking Dead a The Walking Dead-ből.

### Filmek
Nem csak televíziós sorozatok, mozifilmek esetében is beszélhetünk spin-offokról.
- A múmia visszatér című filmben szereplő Skorpiókirály kapott saját filmet A múmia-széria sikerét követően (A Skorpiókirály)
- Madagaszkár: A Madagaszkár pingvinek karácsonya kisfilm, valamint saját sorozat (Madagaszkár pingvinjei)
- Shrek: Csizmás, a kandúr (2011)
- Hegylakó (mozifilm): Hegylakó tv-sorozat
- Superman: Supergirl. A főhősök unokatestvérek, bár a filmekben nem találkoznak.
- Alien vs. Predator – A Halál a Ragadozó ellen: az Alien és a Predator filmek crossovere.
- A bátrak karavánja, Harc az Endor bolygón: A Jedi visszatérben megismert evokokat láthatjuk viszont.
- Timon és Pumbaa: Az oroszlánkirály című rajzfilm két mellékszereplője
- Tigris színre lép és Malacka, a hős: A Micimackó rajzfilmek két mellékszereplője.